# Xenias von Parrhasia
Xenias von Parrhasia (gr. Ξενίας) war ein griechischer Heerführer, der im Dienste des persischen Prinzen Kyros des Jüngeren stand und 401 v. Chr. an dessen berühmtem Feldzug gegen seinen Bruder Artaxerxes II. teilnahm. Parrhasia, seine Heimat, lag im südlichen Arkadien auf der Halbinsel Peloponnes. Seine genauen Lebensdaten sind nicht bekannt. Die einzige Quelle über ihn ist das Buch Anabasis des griechischen Historikers Xenophon·

## Militärchef Kyros’ des Jüngeren
Bereits im Peloponnesischen Krieg (431–404 v. Chr.) stand Xenias in den Diensten des Kyros. Er befehligte im Jahr 405 v. Chr. die aus 300 Hopliten bestehende Leibwache des Kyros, als dieser gemeinsam mit dem Satrapen Tissaphernes zu seinem todkranken Vater, dem Großkönig Dareios II., nach Susa reiste. 
Als nach dem Tod des Dareios dessen Bruder Artaxerxes II. zum Großkönig geworden war und Kyros sich mit der Herrschaft über die Satrapie Lydien begnügen musste, war Xenias im Machtbereich des Kyros Kommandant der Söldnertruppen, die dieser zum Schutz der Städte gegen Angriffe des ihm feindlich gesinnten benachbarten Satrapen Tissaphernes in den betreffenden Stadtburgen stationiert hatte. Er war damit eine Art von Armeechef des Kyros und sicherlich einer seiner wichtigsten militärischen Berater.

## Xenias’ Rolle beim „Zug der Zehntausend“
Als Kyros sich entschied, seinen Bruder zu bekriegen und ihn vom Thron des Großkönigs zu verdrängen, erhielt Xenias den Befehl, alle diejenigen der ihm unterstellten Söldner, die für die Sicherheit der Stadtburgen in Lydien nicht unbedingt erforderlich waren, zusammenzuziehen und zu Kyros nach Sardes zu führen. Mit dieser ihm unterstellten Söldnertruppe von 4000 Hopliten (Schwerbewaffneten) war Xenias zahlenmäßig der wichtigste Einzelbefehlshaber des Kyros. Den Oberbefehl über alle griechischen Söldnerkontingente im Heer des Kyros erhielt allerdings der Spartaner Klearchos. 
Beim Aufbruch des Heeres nach Osten wussten nur die wenigsten Teilnehmer, dass ein Feldzug gegen den Großkönig beabsichtigt war. Als die griechischen Söldner dies bei Tarsus erfuhren, meuterten sie und wollten nach Hause zurückkehren. Xenias und sein Kollege Pasion von Megara standen zunächst treu zu Kyros. Gerade dadurch entfremdeten sie sich aber von ihren Soldaten, die nach Hause zurückkehren wollten. Diese wandten sich in Massen Klearchos zu, der so tat, als sei er auch gegen den Willen des Kyros bereit, sie nach Griechenland zurückzuführen. In Wirklichkeit war seine kyrosfeindliche Haltung aber nur vorgetäuscht und er handelte in einem geheimen Einverständnis mit dem persischen Prinzen. So gelang es ihm, das Vertrauen der Söldner zu behalten, ihre Unwilligkeit nach und nach zu überwinden, sie von ihrer Meuterei abzubringen und sie Kyros wieder zuzuführen. Kyros’ Rechnung war vermittels dieser Manöver des Klearchos aufgegangen.

## Die Desertion des Xenias
Xenias war über den Verlauf der Ereignisse vermutlich bestürzt und enttäuscht: Erstens war offenbar auch er nicht eingeweiht gewesen, dass der Feldzug gegen den Großkönig gerichtet sein sollte. Möglicherweise war er von der Berechtigung und vom Erfolg dieses Unternehmens nicht überzeugt. Zweitens hatte er durch die Meuterei im Heer den Großteil seiner Soldaten verloren, die sich freiwillig unter den Befehl des Klearchos gestellt hatten. Da Kyros als Oberbefehlshaber dies akzeptierte und nicht bereit war, zugunsten des Xenias zu intervenieren, sah sich Xenias in seiner Autorität beeinträchtigt. Er beschloss, sein Strategenamt aufzugeben und zu desertieren. Er bemächtigte sich gemeinsam mit Pasion von Megara und wahrscheinlich unter Mithilfe weiterer Kampfgenossen in der Hafenstadt Myriandros am Issischen Meerbusen mehrerer Schiffe, auf die er auch seine Wertsachen verfrachten ließ, und setzte Segel in Richtung Griechenland. Dieser Entschluss kann ihm nicht leichtgefallen sein, da er seine gesamte Familie im Machtbereich des Kyros in der Stadt Tralleis (gelegen in Lydien am Mäander) zurückgelassen hatte und er damit rechnen musste, dass der erzürnte Prinz sich durch ihre Ermordung an ihm rächen würde.
Kyros spielte jedoch – wahrscheinlich auch um in der prekären Lage die griechischen Söldner, die ebenfalls an seinem Unternehmen gezweifelt hatten, nicht gegen sich aufzubringen – den Großmütigen und verkündete, dass er die Familie des Xenias unbestraft lassen werde und auch den flüchtigen Xenias nicht verfolgen lassen wolle. Unklar bleibt dennoch, ob Xenias und Pasion ihre Heimat heil erreichen konnten. Über ihr weiteres Schicksal schweigen die Quellen.